# マーティン・ジョンソン・ヒード
マーティン・ジョンソン・ヒード（Martin Johnson Heade、1819年8月11日 - 1904年9月4日）はアメリカ合衆国の画家である。「ハドソン・リバー派」の風景画家の一人とされることもあるが、南アメリカなどの植物や鳥の絵や静物画、肖像画も描いた。

## 略歴
ペンシルベニア州、バックス郡の村、ランバービルの商店の店員の息子に生まれた。ペンシルベニアのフォークアートの画家、エドワード・ヒックス (1780-1849) の弟子になり、1830年代末から絵を描き始め、2年ほどヨーロッパを旅しローマに滞在した後、1841年にフィラデルフィアのペンシルベニア美術アカデミーの展覧会に作品を出展した。1843年にはニューヨークのナショナル・アカデミー・オブ・デザインの展覧会にも出展し、再び、ヨーロッパを旅した後、1848年から毎年出展をした。
1859年からニューヨークを拠点とし、ニューヨークでは「ハドソン・リバー派」の画家、ジョン・フレデリック・ケンセット、サンフォード・ロビンソン・ギフォード、アルバート・ビアスタット、フレデリック・エドウィン・チャーチといった画家たちと親しくなり、影響を受け、風景画も描くようになった。
一方で1863年から何度か、ブラジルやニカラグア、コロンビア、パナマ、ジャマイカを訪れ、熱帯の花や鳥などの絵も描いた。静物画も多く描き、「ハドソン・リバー派」の風景画家に位置づけられることが多いが、作品のうち風景画の割合は4割ほどである。
1883年に63歳で結婚し、フロリダ州のセントオーガスティンに住んだ。この頃は花を描いた静物画を多く描いた。
存命中は人気が無かったとされ、20世紀の前半には忘れられた画家となっていたが、1940年代になって美術史家やコレクターに注目されるようになった。1943年にニューヨーク近代美術館で "Romantic Painting in America"と題された展覧会に作品の一つが展示されてから、作品の研究と再発見が行われ高く評価されるようになった。

## 作品

### 風景画

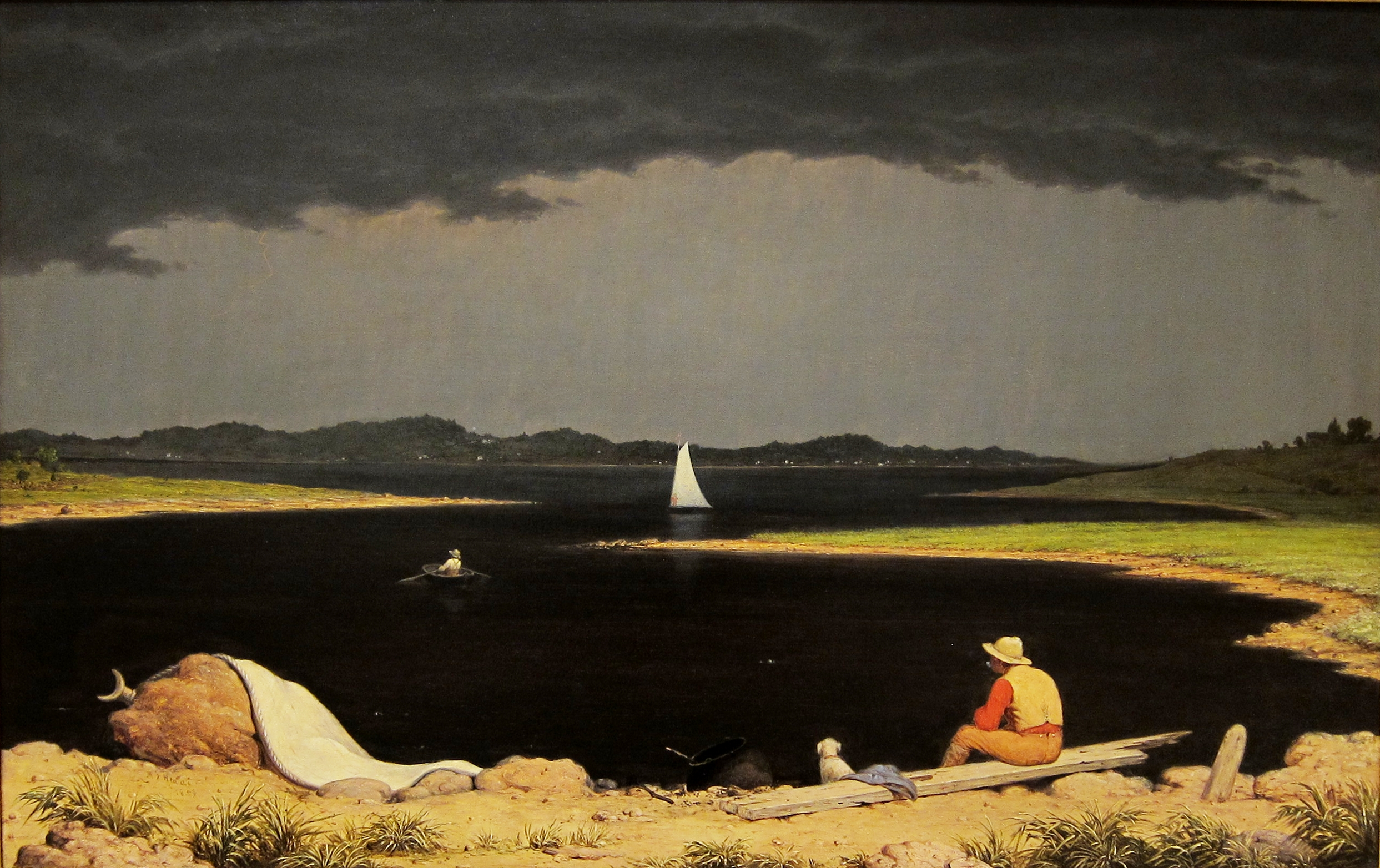
「雷雨の接近」(1859)
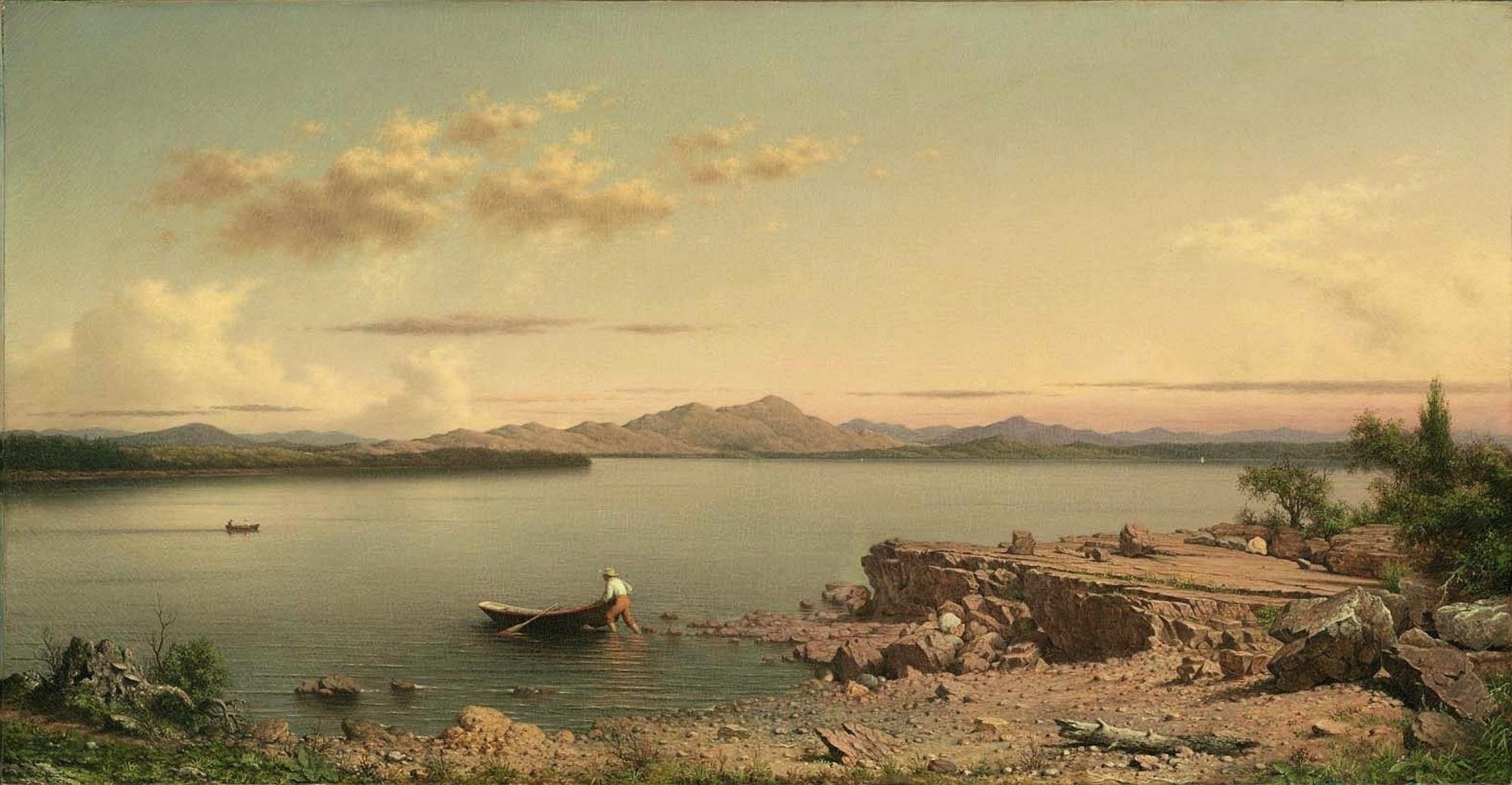
ジョージ湖(ニューヨーク州) (1862)
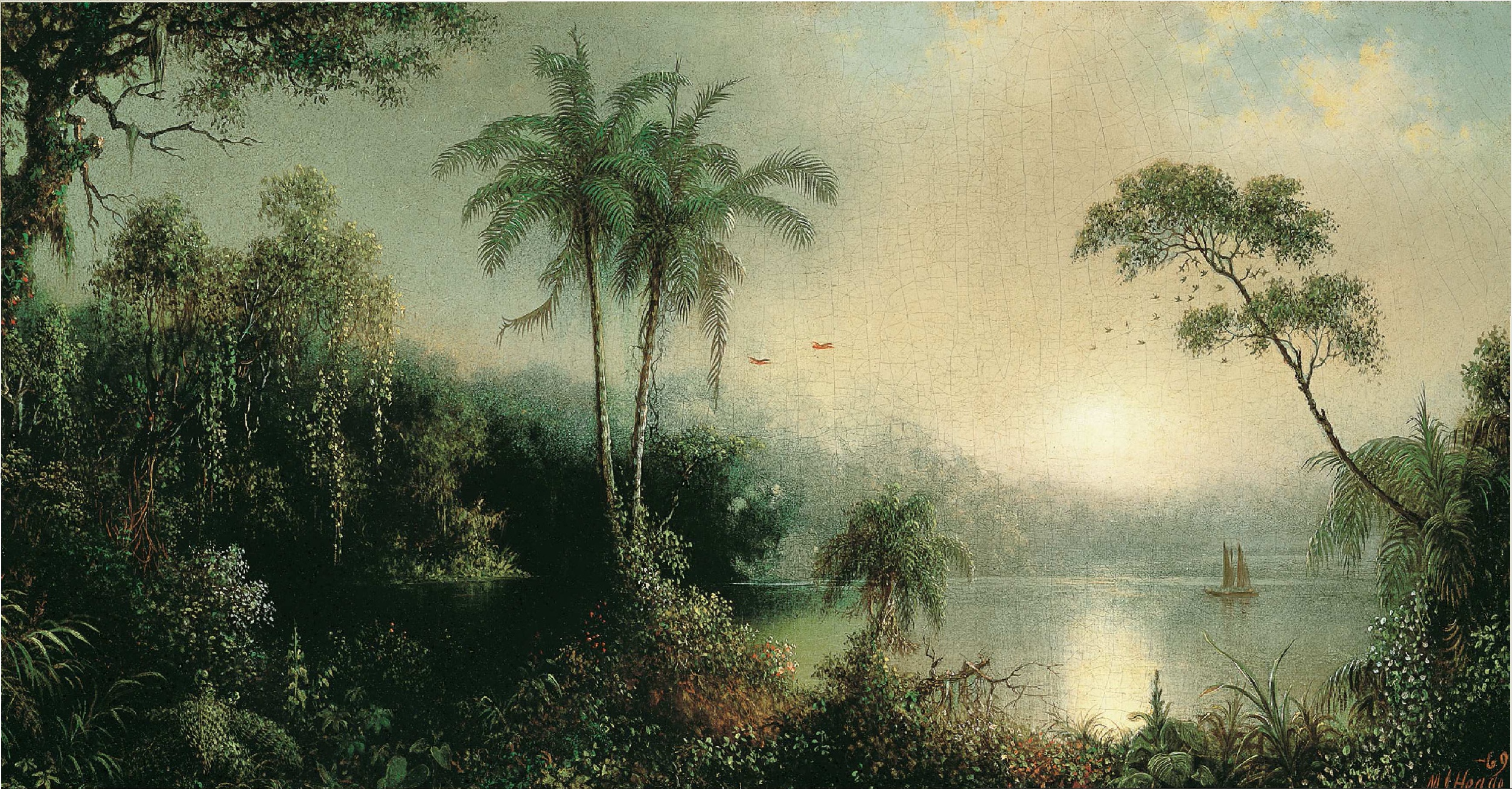
ニカラグアの夜明け (1869)

### 静物画

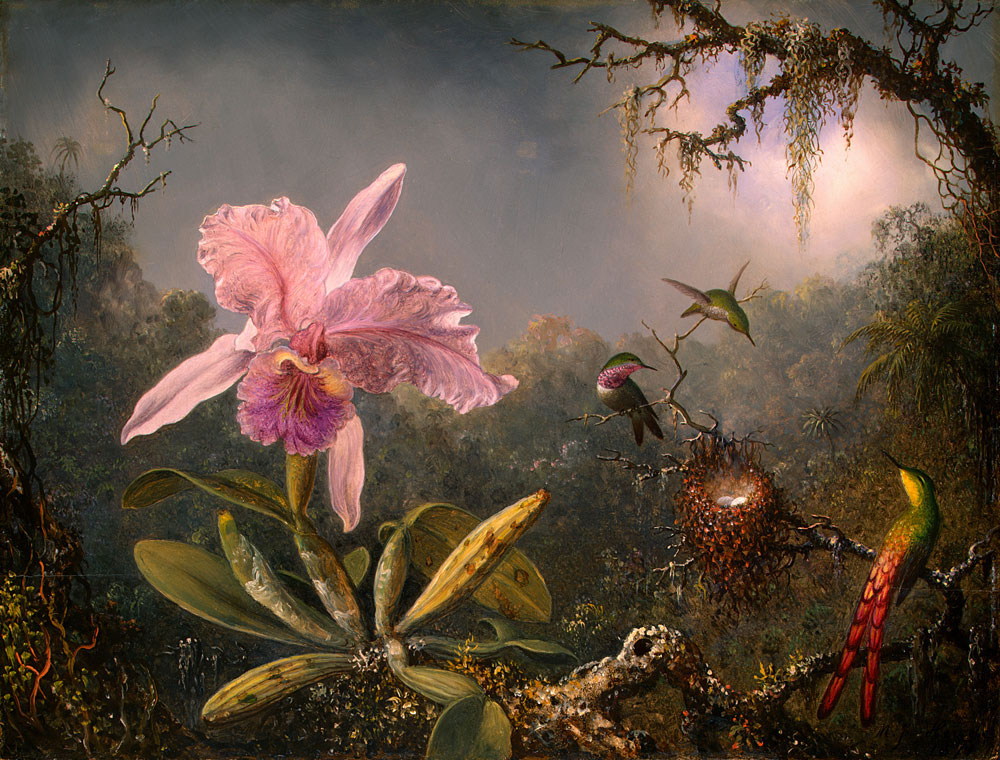
蘭とハチドリ (1871)
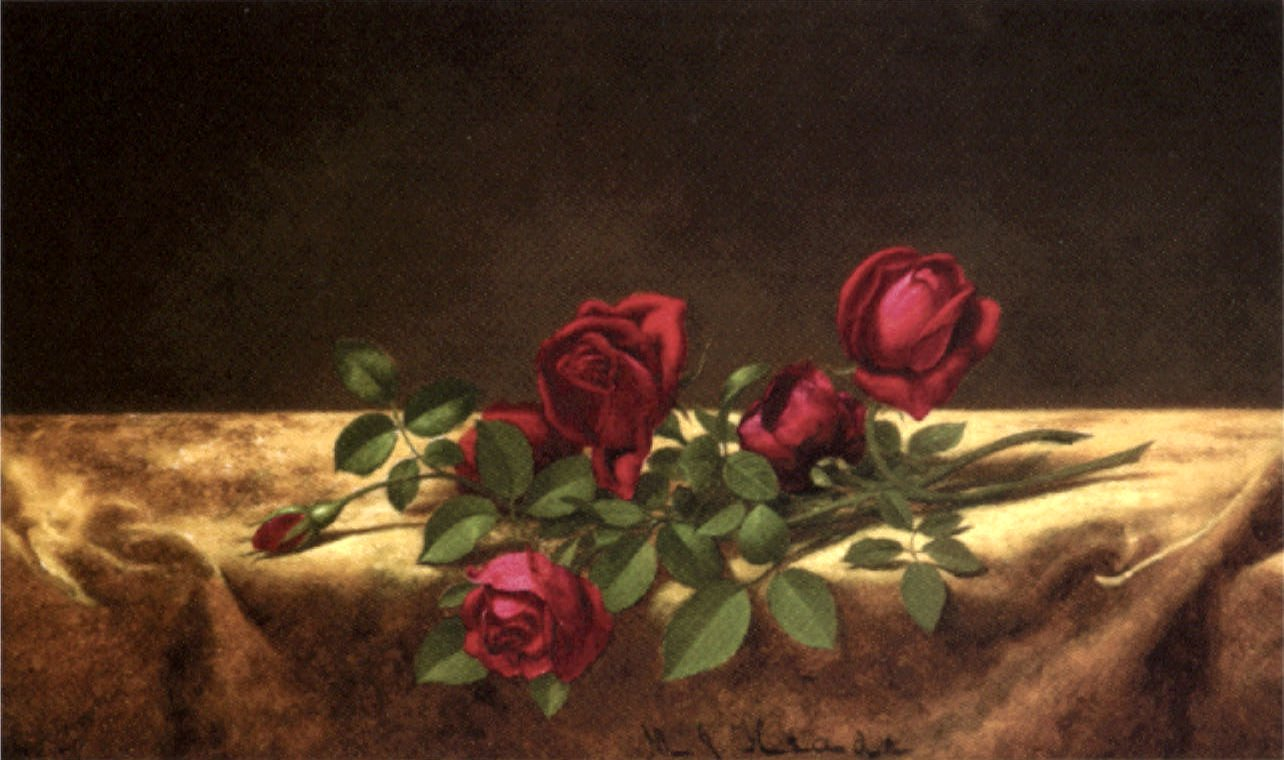
金色の布の上のバラ
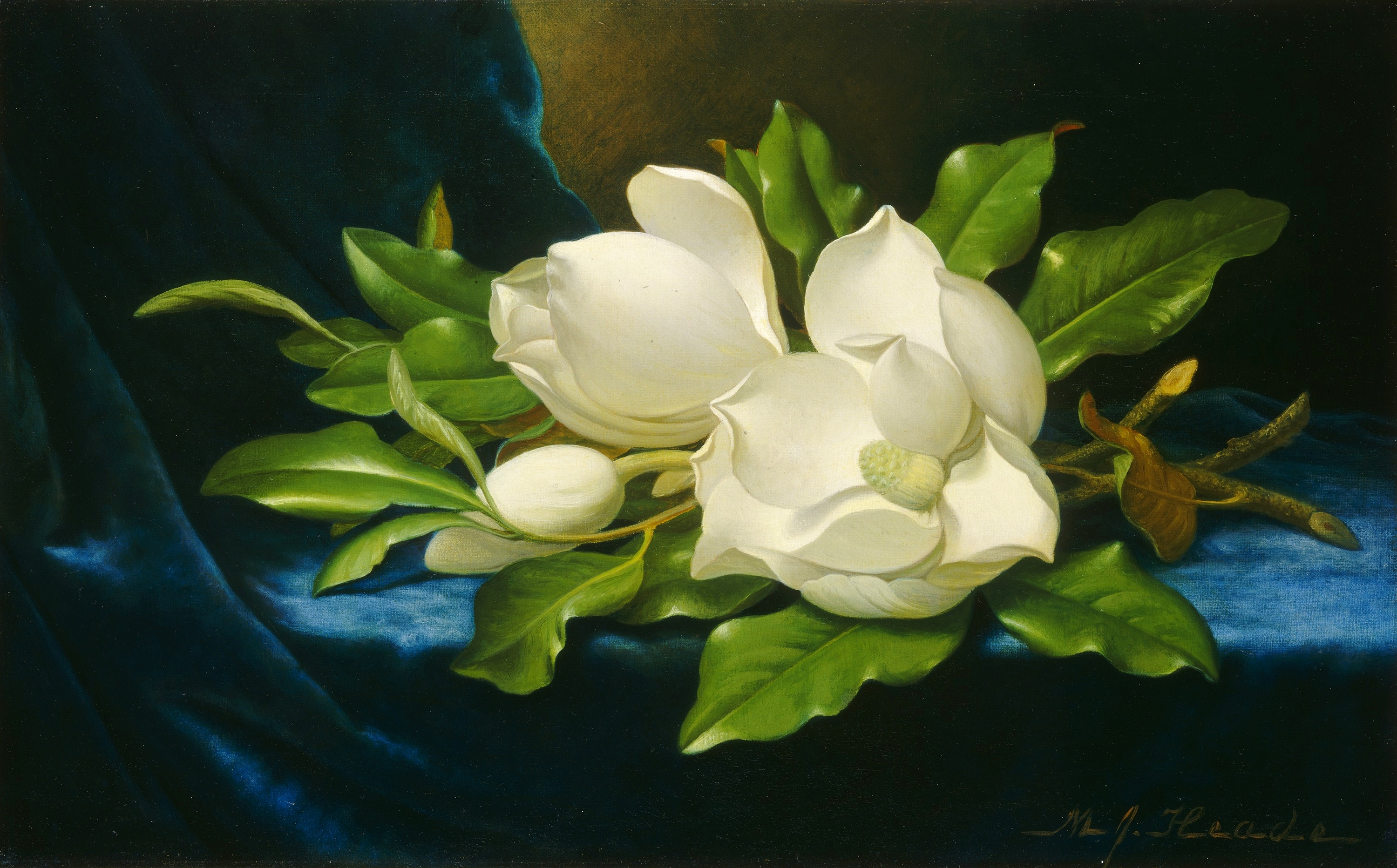
青い布の上のモクレン (c.1890)